# Трезубец

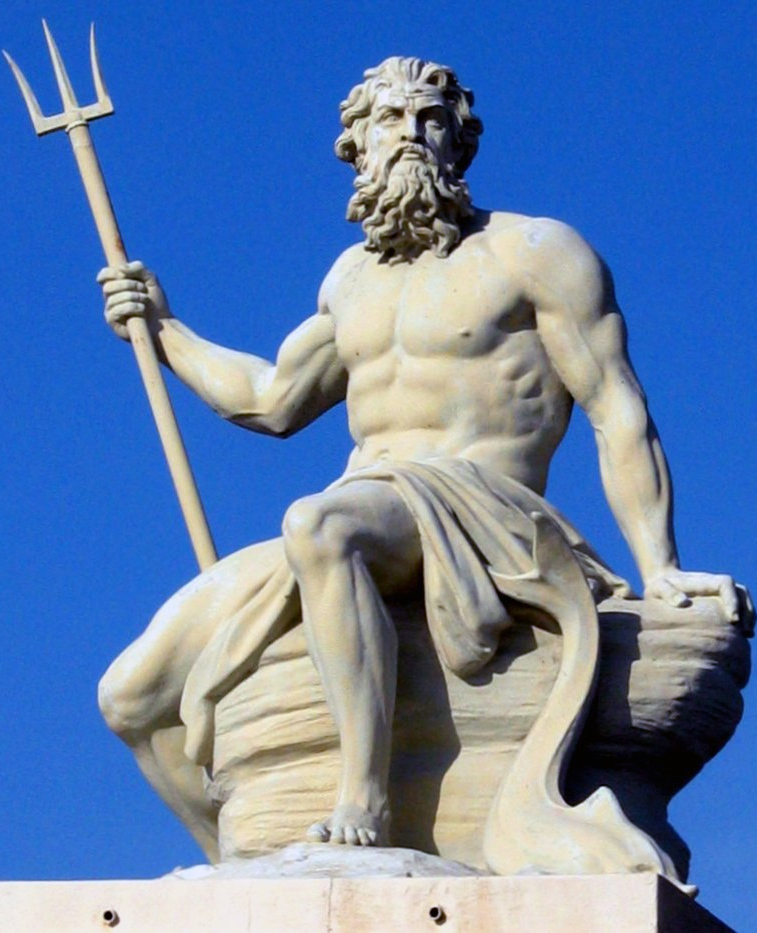
Скульптура Посейдона в Копенгагене

Трезу́бец (острога́ или «Нептунов жезл») — оружие, которое состоит из длинного древка и наконечника, увенчанного тремя зубцами.

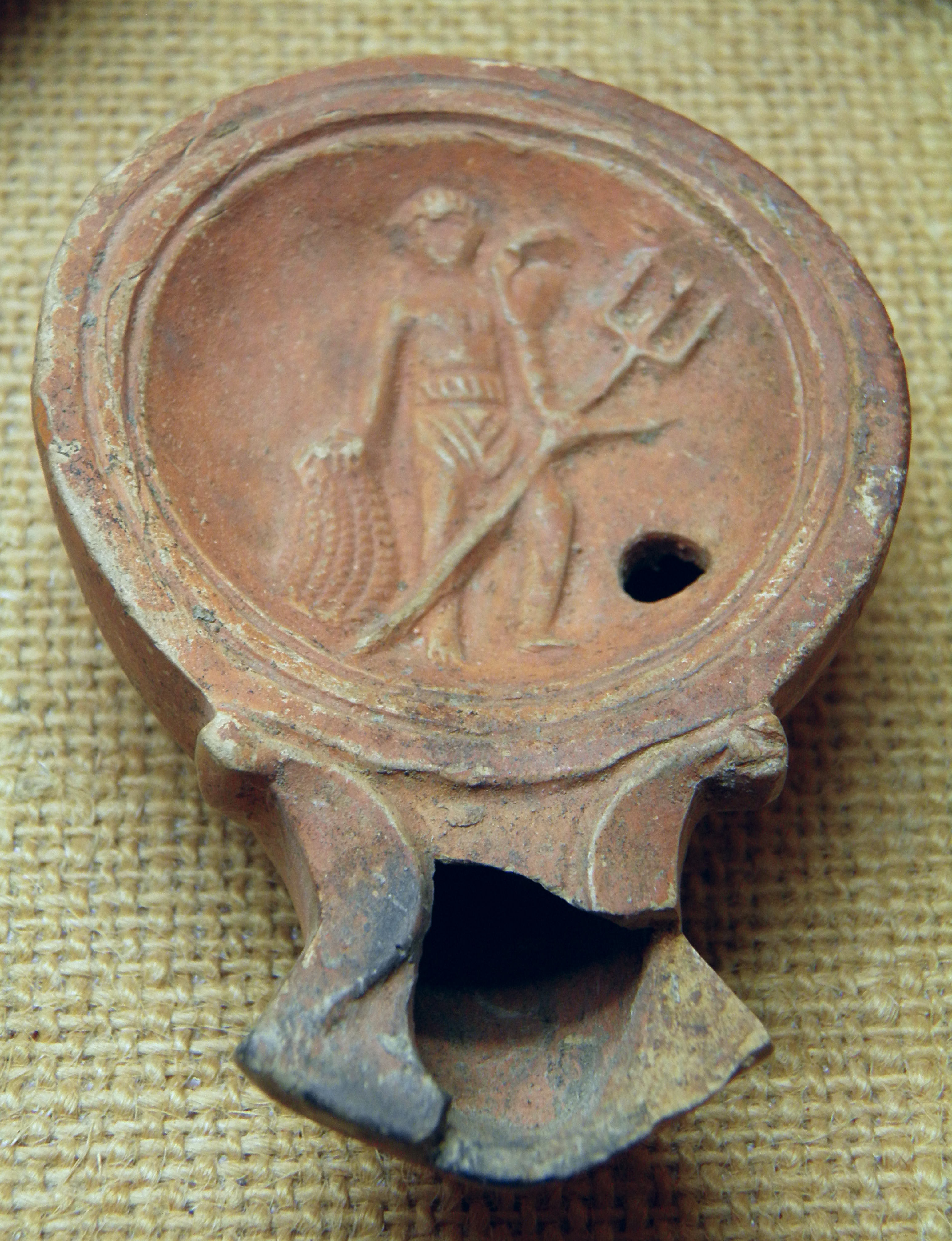
Гладиатор-ретиарий с трезубцем. Римская масляная лампа. Терракота. Музей галло-римской цивилизации (Лион)

Как и многие другие колюще-рубящие виды оружия, трезубец произошёл от повседневного мирного инструмента (охотничьего оружия), в данном случае остроги, применяемой для рыбной ловли (лученья рыбы) до наших дней. Изначальным материалом являлась кость. Древнейшие орудия из рога северного оленя, интерпретированные как составные наконечники остроги, найдены на стоянке верхнего палеолита Косоуцы (Молдавия), стоянках мадленской культуры во Франции и датируются возрастом ок. 18 тыс. лет назад.
При переформировании трезубца из инструмента охоты в оружие исчезли крючки на концах зубцов, которыми удерживалась рыба. В ближнем бою этот эффект был не востребован. Трезубец использовали как копьё, с его помощью можно было также захватывать оружие противника. Это оружие было распространено во времена Римской империи у гладиаторов (ретиариев).

## Трезубец в культурах народов мира

### В Шумере и Аккаде
Двойные вилы были символом Мардука — верховного божества шумеро-аккадской мифологии. Пользуясь ими, Мардук поразил богиню тьмы Тиамат, что положило начало сотворению мира.

### В греко-римской культуре
В греко-римской культуре трезубец — наиболее известный символ власти над морем и атрибут древнегреческого бога Посейдона (Нептуна).

### В христианстве
В христианстве вслед за старинной индоевропейской традицией трезубец рассматривается с одной стороны как символ Воскресения, символ Творца и Владыки Вселенной, Святой Троицы, с другой стороны как символ преисподней (Аида): на многих православных и католических иконах черти мучают грешников трезубцами. Трезубец в руках сатаны играет ту же роль, что и коса в руках аллегорической фигуры Смерти, а также символизирует принцип «разделяй и властвуй». Таким образом, трезубец в христианстве подобен кресту — с одной стороны является символом казни и смерти, с другой стороны освобождения и воскресения.
В период гонения на христиан являлся одним из орудий мучения непокорных. Отсюда в византийской церковной традиции трезубец стал одной из эмблем мученичества. В христианской эмблематике православных (восточных) церквей трезубец сохранил смысл орудия мучения, эмблемы мученичества.

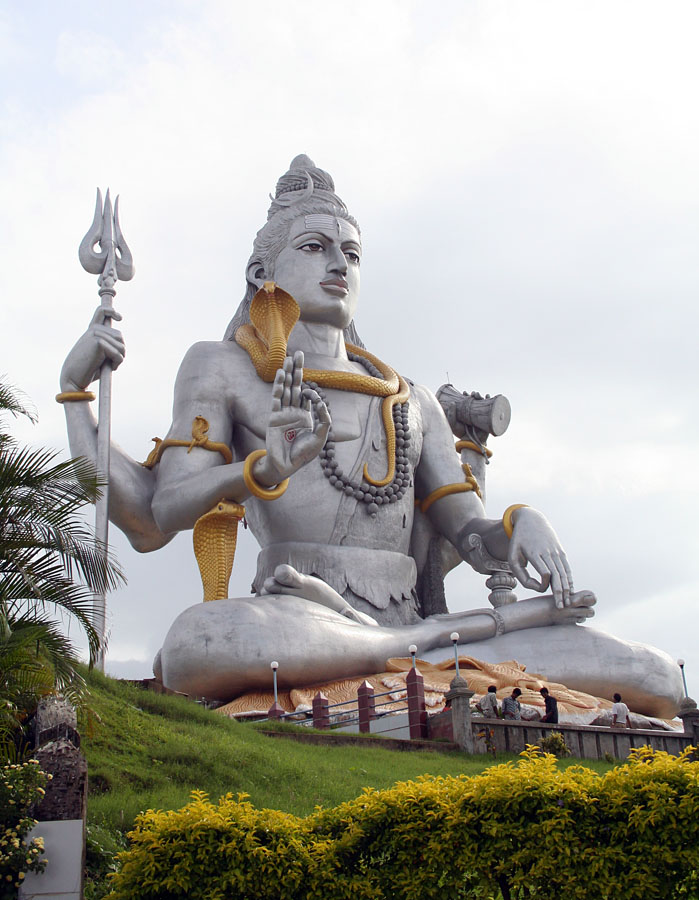
Гигантская статуя Шивы в Мурдешваре с тришулой.

### В индуизме
В Индии похожая на трезубец тришула является оружием индуистского бога Шивы и символизирует три аспекта Шивы (творец, хранитель, разрушитель). Трезубец изображается в виде отметки на лбах его последователей.
Трезубец в форме ваджры воспринимается как атрибут Индры и Дурги. Это также символ огня, отражающий три сущности Агни.
Трезубец встречается в мистике тантрической йоги.

### В буддизме
В буддизме трезубец символизирует Три Драгоценности Будды. Применяемое изображение, напоминающее трезубец, служит эмблемой буддизма и монограммой Будды, или же символом просветления, ибо представляет не оружие, а стилизованное изображение трёх языкового пламени, а правильное его обозначение — тришула. Он символизирует Небеса чистого пламени, а также разрушение трёх ядов: гнева, желания и лени. Кроме того, трезубец — символ дорже.

### В других культурах
- Трезубец является символом фирмы Мазерати.
- Согласно легенде, Парацельс исцелял больных с помощью трезубца.
- Трезубец изображён на флаге Барбадоса.
- Трезубец был личным знаком (тамгой) Чингисхана.
- Трезубец, как родовой знак (тамга[9]) потомков старшего сына Чингисхана хана Джучи, чеканился на монетах хана Батыя.
- Трезубец дал имя бабочке трезубчатая стрельчатка (Acronicta tridens).
- Трезубец являлся символом некоторых древнерусских князей.
- Трезубец изображён на гербе Украины и ведёт своё происхождение от личного знака князя Святослава Игоревича.
- Трезубец на фоне русского флага является символом НТС; он напоминает украинский, но несколько отличается по форме.
- Трезубец — тамга изображён на флаге крымских татар.

## Трезубец в эмблематике
Сложилось и существует в основном три изображения трезубца: греческое (прямое), римское (суженное к верху) и западно-европейское (средний зубец выше других). Кроме того, применяются различные стилизованные, неканонические изображения.
В европейской эмблематике изображение трезубца стало использоваться в основном лишь в эпоху классицизма (вторая половина XVII—XVIII веков), в связи с общим интересом к античной культуре. Эмблема трезубца получила в соответствии с её историческим употреблением значения символа власти над морем (акваторией) и стала применяться в гербах портовых городов, профессиональных организаций моряков, капитанских клубов, союзов кавалеров морских орденов и т. д. Цвет трезубца обычно чёрный или золотой, в гербах организаций и в личных гербах он располагается обычно в белом, голубом или золотом полях.
В современной международной эмблематике трезубец используется как государственная эмблема только Барбадосом, островным государством, членом Британского содружества (главная и единственная эмблема флага). Также используется как ведомственная эмблема в США — для боевых судов подводного атомного флота США и НАТО.